# Виллодрик
Виллодри́к (фр. Villaudric, окс. Vilaudric) — коммуна во Франции, находится в регионе Юг — Пиренеи. Департамент — Верхняя Гаронна. Входит в состав кантона Фронтон. Округ коммуны — Тулуза.
Код INSEE коммуны — 31581.

## География
Коммуна расположена приблизительно в 570 км к югу от Парижа, в 26 км к северу от Тулузы.

## Климат
Климат умеренно-океанический. Зима мягкая и снежная, весна характеризуется сильными дождями и грозами, лето сухое и жаркое, осень солнечная. Преобладают сильные юго-восточные и северо-западные ветры.

## Население
Население коммуны на 2010 год составляло 1398 человек.
| 1962 | 1968 | 1975 | 1982 | 1990 | 1999 | 2010 |
| ---- | ---- | ---- | ---- | ---- | ---- | ---- |
| 453  | 537  | 636  | 722  | 978  | 1112 | 1398 |

## Администрация
| Период | Период | Фамилия          | Партия                  | Примечания |
| ------ | ------ | ---------------- | ----------------------- | ---------- |
| 1989   | 2008   | Жерар Сеги       | Социалистическая партия |            |
| 2008   | 2020   | Жан-Поль Вассаль |                         |            |

## Экономика
В 2010 году среди 898 человек трудоспособного возраста (15—64 лет) 688 были экономически активными, 210 — неактивными (показатель активности — 76,6 %, в 1999 году было 71,5 %). Из 688 активных жителей работали 631 человек (329 мужчин и 302 женщины), безработных было 57 (28 мужчин и 29 женщин). Среди 210 неактивных 68 человек были учениками или студентами, 75 — пенсионерами, 67 были неактивными по другим причинам.

## Достопримечательности
- Замок Виллодрик (XIX век). Исторический памятник с 1995 года[4]
- Дом XVIII века (2 rue de l'Aucenelle). Исторический памятник с 1993 года[5]

## Фотогалерея

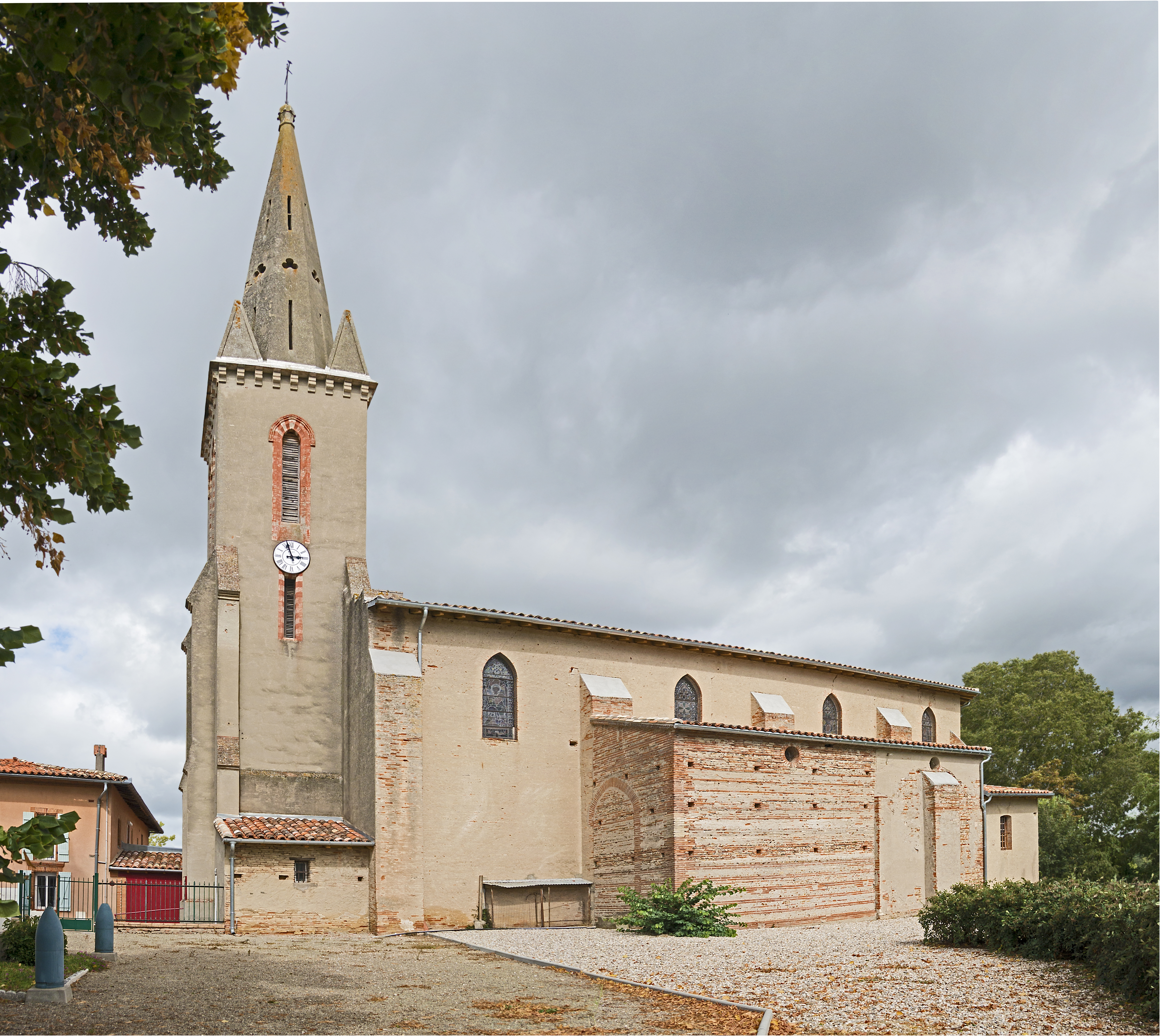
Церковь
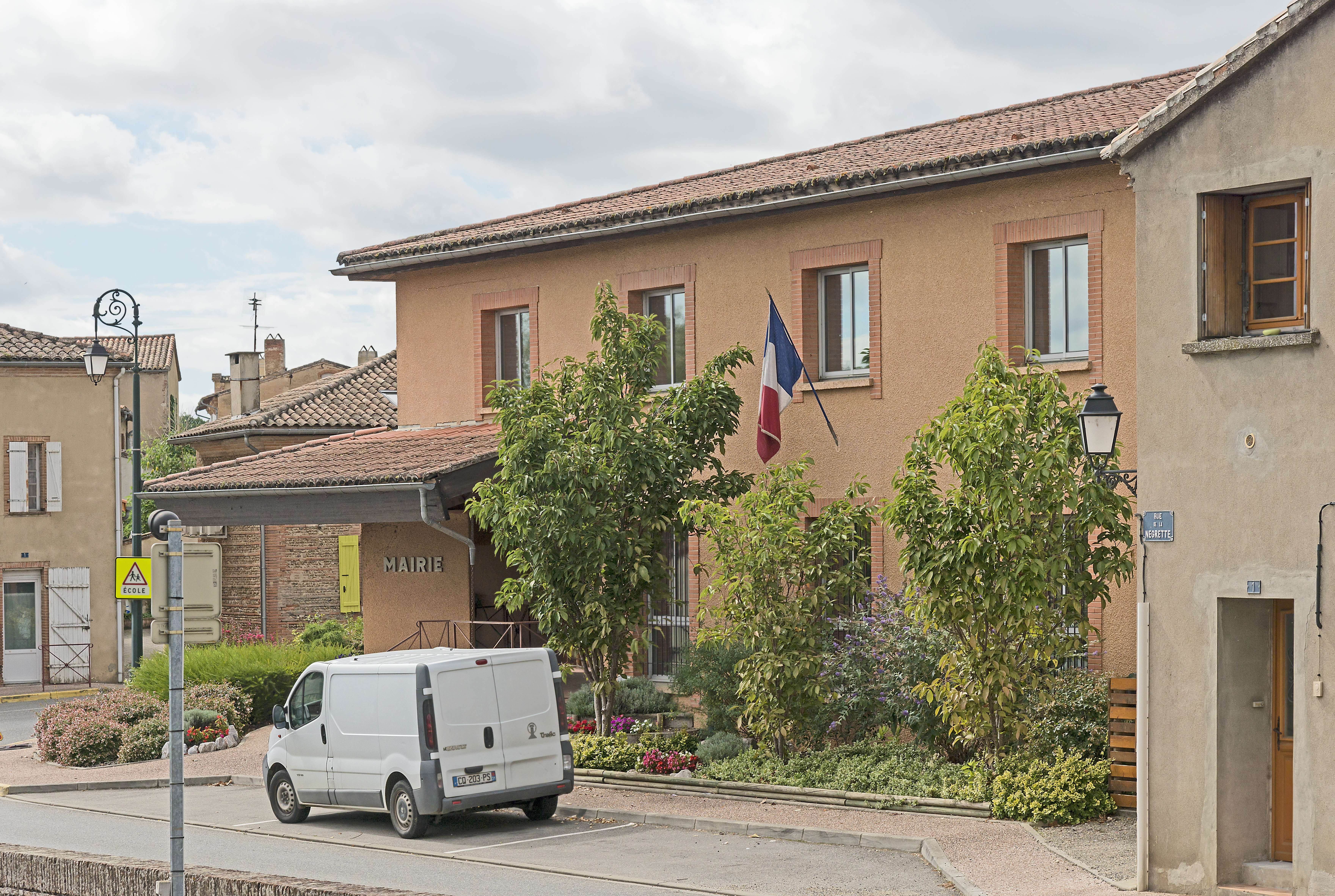
Мэрия
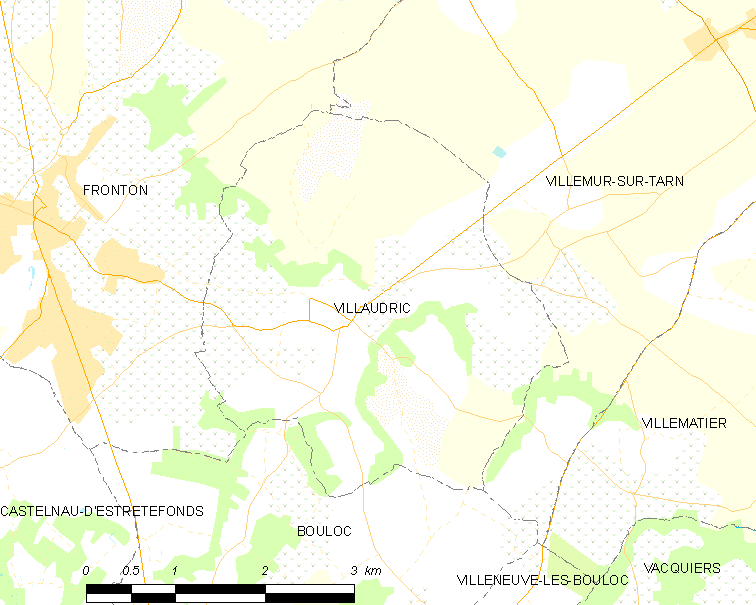
Карта коммуны